# Saint-Martin-du-Bec
Saint-Martin-du-Bec ist eine französische Gemeinde mit 650 Einwohnern (Stand: 1. Januar 2022) im Département Seine-Maritime in der Region Normandie. Sie gehört zum Arrondissement Le Havre und zum Kanton Octeville-sur-Mer. Die Bewohner werden Saint-Martinais und Saint-Martinaises genannt.

## Geographie
Saint-Martin-du-Bec liegt in der Naturregion Pays de Caux, etwa 15 Kilometer nordöstlich von Le Havre. Umgeben wird Saint-Martin-du-Bec von den Nachbargemeinden Saint-Jouin-Bruneval im Norden und Nordwesten, Gonneville-la-Mallet im Norden, Turretot im Osten und Nordosten, Notre-Dame-du-Bec im Südosten, Rolleville im Süden sowie Mannevillette im Westen.

## Bevölkerungsentwicklung
| Jahr                       | 1962 | 1968 | 1975 | 1982 | 1990 | 1999 | 2006 | 2013 | 2020 |
| Einwohner                  | 310  | 282  | 313  | 532  | 580  | 619  | 612  | 559  | 637  |
| Quellen: Cassini und INSEE |      |      |      |      |      |      |      |      |      |

## Sehenswürdigkeiten
- Kirche Saint-Martin aus dem 12. Jahrhundert
- Burg bzw. Schloss Bec-Crespin, Portal aus dem 13. Jahrhundert. Fassaden und Dächer des Eingangsgebäudes, der Nebengebäude und des Turms sind seit 1952 als Monument historique eingeschrieben.
- Volksobservatorium von Le Havre

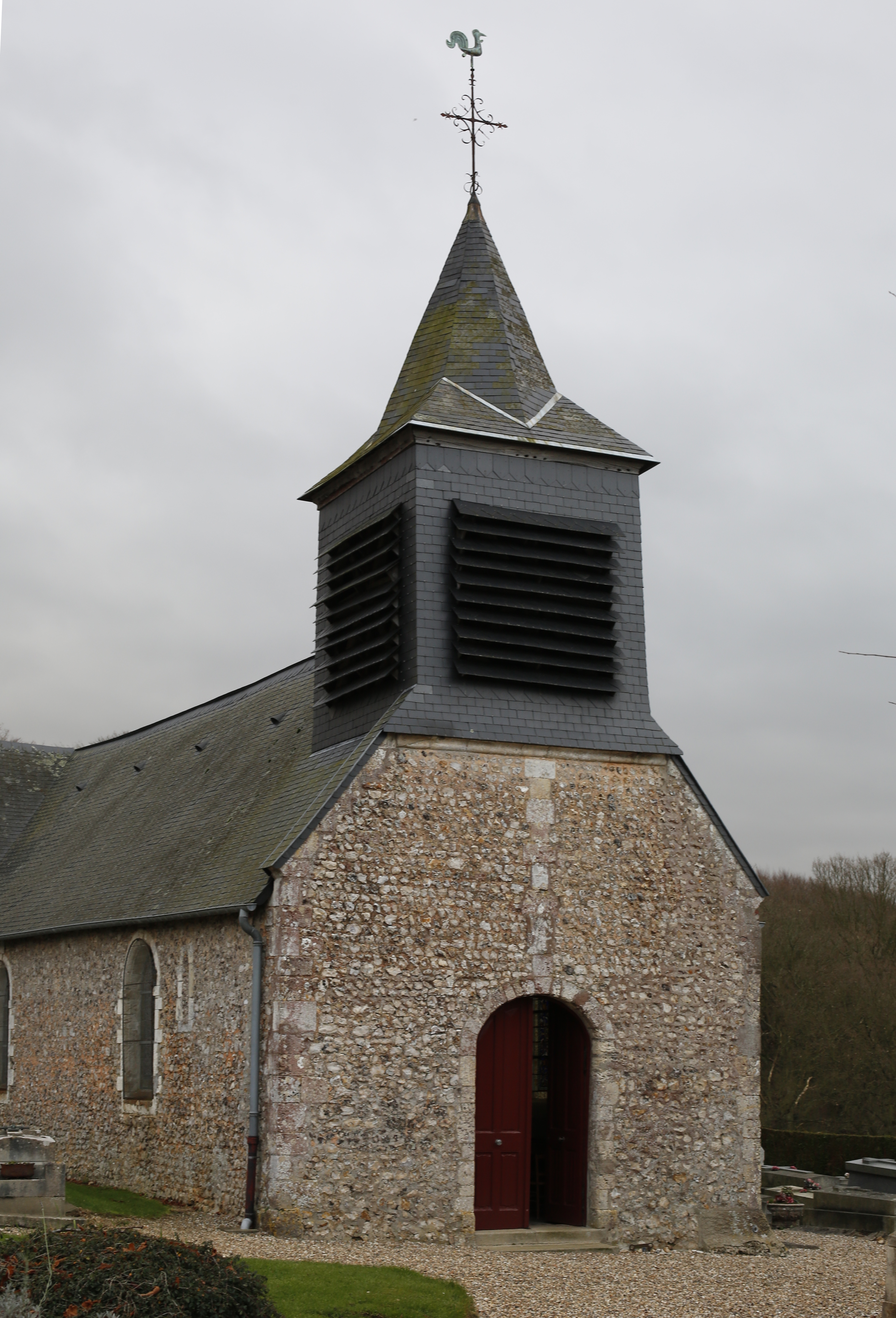
Kirche Saint-Martin
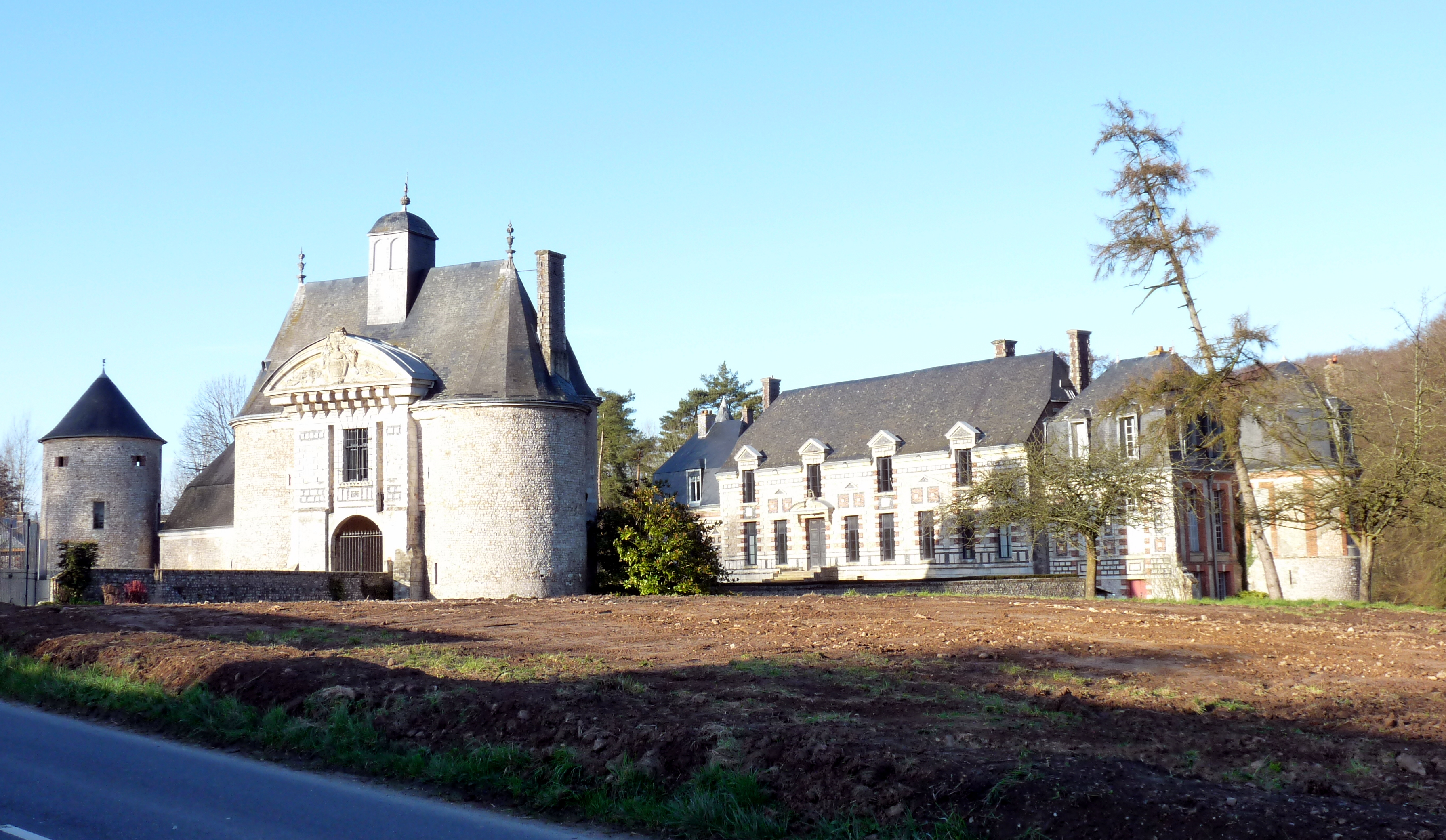
Schloss Bec-Crespin
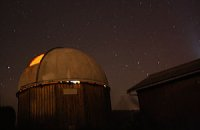
Kuppel des Volksobservatoriums